# Coupe du monde cycliste féminine de Montréal 1998
La 1re édition de la Coupe du monde cycliste féminine de Montréal a lieu le 13 juin 1998. C'est la troisième épreuve de la Coupe du monde. Elle est remportée par la Lituanienne Diana Žiliūtė.

## Équipes
| Équipes féminines professionnelles (5)- Acca Due O-Lorena Camicie - Ebly - Mimosa-Sprint - Saturn - Saeco-Timex Équipes nationales (6)- Australie - Canada - Lituanie - Nouvelle-Zélande - Pays-Bas - Russie Équipe féminines amateur (4)- Elita - Power Bar - Québec - Vizir Carpet Russian Roulette |
| |

## Parcours
L'ascension du Mont Royal est la principale difficulté du tracé, un circuit de 8,8 km à parcourir 10 fois.

## Favorites
Diana Žiliūtė mène la Coupe du monde et fait figure de favorite.

## Récit de la course
La météo est pluvieuse. Dans la montée du premier tour, le rythme est imprimé par Jeannie Longo et Barbara Heeb. Au troisième tour, Longo s’échappe avec Heeb et Edita Pučinskaitė. Lors du sixième tour, Diana Žiliūtė part en chasse seule et revient sur la tête de course. Dans le final, Pučinskaitė passe à l'offensive. Reprise, Žiliūtė contre. Jeannie Longo revient sur elle quelques kilomètres plus loin. Elles se disputent la victoire au sprint et la Lituanienne se montre la plus rapide. Anna Wilson règle le sprint du peloton.

## Classements

### Classement final
| \| Classement général \| Classement général \| Classement général \| Classement général \| Classement général \| \| Coureuse \| Coureuse \| Pays \| Équipe \| Temps \| \| ------------------ \| ------------------- \| ------------------ \| ------------------ \| ------------------ \| \| 1re \| Diana Žiliūtė \| Lituanie \| Lituanie \| 2 h 29 min 00 s \| \| 2e \| Jeannie Longo \| France \| Ebly \| + 2 s \| \| 3e \| Barbara Heeb \| Suisse \| Québec \| + 23 s \| \| 4e \| Edita Pučinskaitė \| Lituanie \| Lituanie \| + 23 s \| \| 5e \| Anna Wilson \| Australie \| Australie \| + 1 min 15 s \| \| 6e \| Nada Cristofoli \| Italie \| Mimosa-Sprint \| + 1 min 15 s \| \| 7e \| Susy Pryde \| Nouvelle-Zélande \| Saeco-Timex \| + 1 min 15 s \| \| 8e \| Mirjam Melchers \| Pays-Bas \| Pays-Bas \| + 1 min 15 s \| \| 9e \| Catherine Marsal \| France \| Mimosa-Sprint \| + 1 min 15 s \| \| 10e \| Heidi Van de Vijver \| Belgique \| Québec \| + 1 min 15 s \| |                     |                  |               |                 |
| |                     |                  |               |                 |
| |                     |                  |               |                 |
| Classement général |                     |                  |               |                 |
| Coureuse | Coureuse            | Pays             | Équipe        | Temps           |
| 1re | Diana Žiliūtė       | Lituanie         | Lituanie      | 2 h 29 min 00 s |
| 2e | Jeannie Longo       | France           | Ebly          | + 2 s           |
| 3e | Barbara Heeb        | Suisse           | Québec        | + 23 s          |
| 4e | Edita Pučinskaitė   | Lituanie         | Lituanie      | + 23 s          |
| 5e | Anna Wilson         | Australie        | Australie     | + 1 min 15 s    |
| 6e | Nada Cristofoli     | Italie           | Mimosa-Sprint | + 1 min 15 s    |
| 7e | Susy Pryde          | Nouvelle-Zélande | Saeco-Timex   | + 1 min 15 s    |
| 8e | Mirjam Melchers     | Pays-Bas         | Pays-Bas      | + 1 min 15 s    |
| 9e | Catherine Marsal    | France           | Mimosa-Sprint | + 1 min 15 s    |
| 10e | Heidi Van de Vijver | Belgique         | Québec        | + 1 min 15 s    |

## Liste des participantes
| Légende | Légende                                                                                       | Légende | Légende                                                    |
| ------- | --------------------------------------------------------------------------------------------- | ------- | ---------------------------------------------------------- |
| Num     | Dossard de départ porté par le coureur sur cette Coupe du monde cycliste féminine de Montréal | Pos     | Position à l'arrivée de la course                          |
|         | Indique un maillot de champion national ou mondial, suivi de sa spécialité                    | NP      | Indique un coureur qui n'a pas pris le départ de la course |
| AB      | Indique un coureur qui n'a pas terminé la course                                              | HD      | Indique un coureur qui a terminé la course hors des délais |

| Sans équipe ___ | Sans équipe ___       | Sans équipe ___ |
| --------------- | --------------------- | --------------- |
| Num             | Coureuse              | Pos             |
|                 | Kathleen Millar (CAN) | 50e             |
|                 | Allison M Fox (AUS)   | 66e             |
|                 | Elena Barillova (SVK) | 43e             |

| Ebly EBL | Ebly EBL                   | Ebly EBL |
| -------- | -------------------------- | -------- |
| Num      | Coureuse                   | Pos      |
| 1        | Jeannie Longo (FRA)        | 2e       |
| 2        | Géraldine Loewenguth (FRA) | 27e      |
| 3        | Marie-Ève Mochel (FRA)     | 49e      |
| 4        | Evi Gensheimer (GER)       | 42e      |

| Saturn SAT | Saturn SAT                | Saturn SAT |
| ---------- | ------------------------- | ---------- |
| Num        | Coureuse                  | Pos        |
| 11         | Deirdre Demet-Barry (USA) | 37e        |
| 12         | Karen Kurreck (USA)       | 57e        |
| 13         | Emily Robbins (USA)       | 65e        |

| Saeco-Timex TIM | Saeco-Timex TIM          | Saeco-Timex TIM |
| --------------- | ------------------------ | --------------- |
| Num             | Coureuse                 | Pos             |
| 21              | Linda Jackson (CAN)      | 26e             |
| 22              | Pamela Schuster (USA)    | 20e             |
| 23              | Susy Pryde (NZL) (route) | 7e              |

| Acca Due O-Lorena Camicie ___ | Acca Due O-Lorena Camicie ___        | Acca Due O-Lorena Camicie ___ |
| ----------------------------- | ------------------------------------ | ----------------------------- |
| Num                           | Coureuse                             | Pos                           |
| 31                            | Zulfiya Zabirova (RUS)               | 23e                           |
| 32                            | Zinaida Stahurskaia (BLR)            | 25e                           |
| 33                            | Luisiana Pegoraro (ITA)              | 29e                           |
| 34                            | Vera Hohlfeld (GER)                  | 11e                           |
| 35                            | Alessandra Cappellotto (ITA) (route) | 15e                           |

| Mimosa-Sprint ___ | Mimosa-Sprint ___          | Mimosa-Sprint ___ |
| ----------------- | -------------------------- | ----------------- |
| Num               | Coureuse                   | Pos               |
| 41                | Pia Sundstedt (FIN)        | 14e               |
| 42                | Catherine Marsal (FRA)     | 9e                |
| 43                | Nada Cristofoli (ITA)      | 6e                |
| 43                | Roberta Bonanomi (ITA)     | 30e               |
| 44                | Valeria Cappellotto (ITA)  | 19e               |
| 45                | Gabriella Pregnolato (ITA) | 16e               |

| Shaklee Women ___ | Shaklee Women ___     | Shaklee Women ___ |
| ----------------- | --------------------- | ----------------- |
| Num               | Coureuse              | Pos               |
| 51                | Julie Young (USA)     | 34e               |
| 52                | Louisa Jenkins (USA)  | 44e               |
| 53                | Nicole Freedman (USA) | 46e               |
| 54                | Jennifer Evans (USA)  | 48e               |
| 55                | Cheryl Binney (USA)   | 51e               |
| 56                | Maureen Kaila Vergara | 61e               |

| Lituanie LTU | Lituanie LTU          | Lituanie LTU |
| ------------ | --------------------- | ------------ |
| Num          | Coureuse              | Pos          |
| 61           | Diana Žiliūtė         | 1re          |
| 62           | Edita Pučinskaitė     | 4e           |
| 63           | Jolanta Polikevičiūtė | 12e          |
| 64           | Rasa Polikevičiūtė    | 33e          |
| 65           | Zita Urbonaitė        | 36e          |

| Pays-Bas NED | Pays-Bas NED    | Pays-Bas NED |
| ------------ | --------------- | ------------ |
| Num          | Coureuse        | Pos          |
| 71           | Mirjam Melchers | 8e           |
| 72           | Meike de Bruijn | 31e          |
| 73           | Yvonne Brunen   | 38e          |
| 74           | Sandra Rombouts | 45e          |
| 75           | Angela Hillenga | 59e          |

| Australie AUS | Australie AUS    | Australie AUS |
| ------------- | ---------------- | ------------- |
| Num           | Coureuse         | Pos           |
| 81            | Anna Wilson      | 5e            |
| 82            | Tracey Gaudry    | 32e           |
| 83            | Kim Palmer       | 47e           |
| 84            | Juanita Feldhahn | 64e           |
| 85            | Elizabeth Tadich | AB            |
| 86            | Karen Barrow     | AB            |

| Nouvelle-Zélande NZL | Nouvelle-Zélande NZL | Nouvelle-Zélande NZL |
| -------------------- | -------------------- | -------------------- |
| Num                  | Coureuse             | Pos                  |
| 91                   | Rosalind Reekie-May  | 18e                  |
| 92                   | Joanna Lawn          | 35e                  |
| 93                   | Jacinta Coleman      | 40e                  |
| 94                   | Rebecca Bailey       | AB                   |
| 95                   | Naila Hassan         | AB                   |
| 96                   | Sarah Ulmer          | AB                   |

| Russie RUS | Russie RUS            | Russie RUS |
| ---------- | --------------------- | ---------- |
| Num        | Coureuse              | Pos        |
| 101        | Svetlana Samokhvalova | 17e        |

| Canada CAN | Canada CAN    | Canada CAN |
| ---------- | ------------- | ---------- |
| Num        | Coureuse      | Pos        |
| 111        | Lyne Bessette | 24e        |

| Québec ___ | Québec ___                | Québec ___ |
| ---------- | ------------------------- | ---------- |
| Num        | Coureuse                  | Pos        |
| 121        | Barbara Heeb (SUI)        | 3e         |
| 122        | Heidi Van de Vijver (BEL) | 10e        |
| 123        | Leigh Hobson (CAN)        | 13e        |
| 124        | Anne Samplonius (CAN)     | 52e        |
| 125        | Heather Cole (CAN)        | 53e        |
| 126        | Marie-Jose Gervais (CAN)  | 60e        |

| Elita ___ | Elita ___                       | Elita ___ |
| --------- | ------------------------------- | --------- |
| Num       | Coureuse                        | Pos       |
| 131       | Annie Gariepy (CAN)             | 62e       |
| 132       | Kimberley Langton-Davidge (CAN) | 63e       |
| 133       | Melanie Dorion (CAN)            | 55e       |
| 134       | Mélanie Nadeau (CAN)            | 54e       |
| 135       | Sophie Saint-Jacques (CAN)      | 56e       |
| 136       | Cybil Di Guistini (CAN)         | 39e       |

| Vizir Carpet Russian Roulette ___ | Vizir Carpet Russian Roulette ___ | Vizir Carpet Russian Roulette ___ |
| --------------------------------- | --------------------------------- | --------------------------------- |
| Num                               | Coureuse                          | Pos                               |
| 141                               | Valentina Gerasimova (RUS)        | 21e                               |
| 142                               | Walentina Polchanowa (RUS)        | 28e                               |

| Power Bar ___ | Power Bar ___        | Power Bar ___ |
| ------------- | -------------------- | ------------- |
| Num           | Coureuse             | Pos           |
| 151           | Kathy Watt (AUS)     | 22e           |
| 152           | Tina Pic (USA)       | 41e           |
| 153           | Heather Albert (USA) | 58e           |

| Sans équipe ___ | Sans équipe ___       | Sans équipe ___ |
| --------------- | --------------------- | --------------- |
| Num             | Coureuse              | Pos             |
|                 | Kathleen Millar (CAN) | 50e             |
|                 | Allison M Fox (AUS)   | 66e             |
|                 | Elena Barillova (SVK) | 43e             |

| Ebly EBL | Ebly EBL                   | Ebly EBL |
| -------- | -------------------------- | -------- |
| Num      | Coureuse                   | Pos      |
| 1        | Jeannie Longo (FRA)        | 2e       |
| 2        | Géraldine Loewenguth (FRA) | 27e      |
| 3        | Marie-Ève Mochel (FRA)     | 49e      |
| 4        | Evi Gensheimer (GER)       | 42e      |

| Saturn SAT | Saturn SAT                | Saturn SAT |
| ---------- | ------------------------- | ---------- |
| Num        | Coureuse                  | Pos        |
| 11         | Deirdre Demet-Barry (USA) | 37e        |
| 12         | Karen Kurreck (USA)       | 57e        |
| 13         | Emily Robbins (USA)       | 65e        |

| Saeco-Timex TIM | Saeco-Timex TIM          | Saeco-Timex TIM |
| --------------- | ------------------------ | --------------- |
| Num             | Coureuse                 | Pos             |
| 21              | Linda Jackson (CAN)      | 26e             |
| 22              | Pamela Schuster (USA)    | 20e             |
| 23              | Susy Pryde (NZL) (route) | 7e              |

| Acca Due O-Lorena Camicie ___ | Acca Due O-Lorena Camicie ___        | Acca Due O-Lorena Camicie ___ |
| ----------------------------- | ------------------------------------ | ----------------------------- |
| Num                           | Coureuse                             | Pos                           |
| 31                            | Zulfiya Zabirova (RUS)               | 23e                           |
| 32                            | Zinaida Stahurskaia (BLR)            | 25e                           |
| 33                            | Luisiana Pegoraro (ITA)              | 29e                           |
| 34                            | Vera Hohlfeld (GER)                  | 11e                           |
| 35                            | Alessandra Cappellotto (ITA) (route) | 15e                           |

| Mimosa-Sprint ___ | Mimosa-Sprint ___          | Mimosa-Sprint ___ |
| ----------------- | -------------------------- | ----------------- |
| Num               | Coureuse                   | Pos               |
| 41                | Pia Sundstedt (FIN)        | 14e               |
| 42                | Catherine Marsal (FRA)     | 9e                |
| 43                | Nada Cristofoli (ITA)      | 6e                |
| 43                | Roberta Bonanomi (ITA)     | 30e               |
| 44                | Valeria Cappellotto (ITA)  | 19e               |
| 45                | Gabriella Pregnolato (ITA) | 16e               |

| Shaklee Women ___ | Shaklee Women ___     | Shaklee Women ___ |
| ----------------- | --------------------- | ----------------- |
| Num               | Coureuse              | Pos               |
| 51                | Julie Young (USA)     | 34e               |
| 52                | Louisa Jenkins (USA)  | 44e               |
| 53                | Nicole Freedman (USA) | 46e               |
| 54                | Jennifer Evans (USA)  | 48e               |
| 55                | Cheryl Binney (USA)   | 51e               |
| 56                | Maureen Kaila Vergara | 61e               |

| Lituanie LTU | Lituanie LTU          | Lituanie LTU |
| ------------ | --------------------- | ------------ |
| Num          | Coureuse              | Pos          |
| 61           | Diana Žiliūtė         | 1re          |
| 62           | Edita Pučinskaitė     | 4e           |
| 63           | Jolanta Polikevičiūtė | 12e          |
| 64           | Rasa Polikevičiūtė    | 33e          |
| 65           | Zita Urbonaitė        | 36e          |

| Pays-Bas NED | Pays-Bas NED    | Pays-Bas NED |
| ------------ | --------------- | ------------ |
| Num          | Coureuse        | Pos          |
| 71           | Mirjam Melchers | 8e           |
| 72           | Meike de Bruijn | 31e          |
| 73           | Yvonne Brunen   | 38e          |
| 74           | Sandra Rombouts | 45e          |
| 75           | Angela Hillenga | 59e          |

| Australie AUS | Australie AUS    | Australie AUS |
| ------------- | ---------------- | ------------- |
| Num           | Coureuse         | Pos           |
| 81            | Anna Wilson      | 5e            |
| 82            | Tracey Gaudry    | 32e           |
| 83            | Kim Palmer       | 47e           |
| 84            | Juanita Feldhahn | 64e           |
| 85            | Elizabeth Tadich | AB            |
| 86            | Karen Barrow     | AB            |

| Nouvelle-Zélande NZL | Nouvelle-Zélande NZL | Nouvelle-Zélande NZL |
| -------------------- | -------------------- | -------------------- |
| Num                  | Coureuse             | Pos                  |
| 91                   | Rosalind Reekie-May  | 18e                  |
| 92                   | Joanna Lawn          | 35e                  |
| 93                   | Jacinta Coleman      | 40e                  |
| 94                   | Rebecca Bailey       | AB                   |
| 95                   | Naila Hassan         | AB                   |
| 96                   | Sarah Ulmer          | AB                   |

| Russie RUS | Russie RUS            | Russie RUS |
| ---------- | --------------------- | ---------- |
| Num        | Coureuse              | Pos        |
| 101        | Svetlana Samokhvalova | 17e        |

| Canada CAN | Canada CAN    | Canada CAN |
| ---------- | ------------- | ---------- |
| Num        | Coureuse      | Pos        |
| 111        | Lyne Bessette | 24e        |

| Québec ___ | Québec ___                | Québec ___ |
| ---------- | ------------------------- | ---------- |
| Num        | Coureuse                  | Pos        |
| 121        | Barbara Heeb (SUI)        | 3e         |
| 122        | Heidi Van de Vijver (BEL) | 10e        |
| 123        | Leigh Hobson (CAN)        | 13e        |
| 124        | Anne Samplonius (CAN)     | 52e        |
| 125        | Heather Cole (CAN)        | 53e        |
| 126        | Marie-Jose Gervais (CAN)  | 60e        |

| Elita ___ | Elita ___                       | Elita ___ |
| --------- | ------------------------------- | --------- |
| Num       | Coureuse                        | Pos       |
| 131       | Annie Gariepy (CAN)             | 62e       |
| 132       | Kimberley Langton-Davidge (CAN) | 63e       |
| 133       | Melanie Dorion (CAN)            | 55e       |
| 134       | Mélanie Nadeau (CAN)            | 54e       |
| 135       | Sophie Saint-Jacques (CAN)      | 56e       |
| 136       | Cybil Di Guistini (CAN)         | 39e       |

| Vizir Carpet Russian Roulette ___ | Vizir Carpet Russian Roulette ___ | Vizir Carpet Russian Roulette ___ |
| --------------------------------- | --------------------------------- | --------------------------------- |
| Num                               | Coureuse                          | Pos                               |
| 141                               | Valentina Gerasimova (RUS)        | 21e                               |
| 142                               | Walentina Polchanowa (RUS)        | 28e                               |

| Power Bar ___ | Power Bar ___        | Power Bar ___ |
| ------------- | -------------------- | ------------- |
| Num           | Coureuse             | Pos           |
| 151           | Kathy Watt (AUS)     | 22e           |
| 152           | Tina Pic (USA)       | 41e           |
| 153           | Heather Albert (USA) | 58e           |

Les dossards ne sont pas connus. La plupart des coureuses ayant abandonné ne sont pas connues.